# Кодекс Бальтазара Бехема
Кодекс Бальтазара Бехема — кодекс, написаний в 1505 році та містить Статут міста Кракова, статути гільдій ремісників, опис різних привілеїв, зображення повсякденного життя краковян і роботу ремісників. Названий ім'ям його автора краківського нотаріуса Бальтазара Бехема.

## Опис
Кодекс написаний 1505 року, хоча робота над ним могла розпочатися ще в 1502 році, готичним маюскулом колонки польською, латинською та німецькою мовами. Кодекс містить 372 картки розміром 32,7 x 24,3 см і прикрашений 27 мініатюрами невідомого автора, на яких зображено повсякденне життя краківських ремісників та купців, 25 мініатюр стосуються окремих гільдій. Мініатюри представляють різноманітний художній рівень, можливо, результат тогочасної практики доручення деяких робіт майстром своїм помічникам . Автора мініатюр могли надихнути іноземні роботи, зокрема ілюстровані німецькі книги кінця XV століття та ранні ксилографії Альбрехта Дюрера. Цілком можливо, що той же художник зробив принаймні, деякі з мініатюр та ініціалів як в Behem Кодексі і Миссал Еразма Сіоек в . Мініатюри написані в іконографічному стилі пізнього середньовіччя. Кожна мініатюра має пояснення латинською та німецькою мовами, наприклад, «Pistores» (пекарі), «Das ist der briff und geseccze der becker von Krakow». Можливо, орнаменти та декоративні ініціали також були зроблені Бехемом (відома прикраса, зроблена Бехемом у 1484 р.)

## Історія
1505 року Бальтазар Бехем подарував кодекс Краківській міській раді. До 1825 року він зберігався в Казимерській ратуші. У 1825 році Правлячий Сенат вільного міста Кракова кодекс подарував бібліотеці Ягеллонського університету. У 1880 році кодекс був укріплений держателем з гладкої шкіри і срібним окладом.
Восени 1939 року після окупації Польщі німецькими військами німецькі вчені забрали кодекс в Берлін. Через деякий час кодекс був переданий генерал-губернатору Гансу Франку і зберігався у Вавелі. У 1944 році кодекс був викрадений і вивезений до Німеччини губернатором Гансом Франко .
У 1945 році кодекс виявили представники американських військ, які передали його краківській сім'ї вчених Естрайхерових, Карол Естрейхер у Польщі був уповноваженим з питань реставрації пам'яток. 30 квітня 1946 року кодекс разом з вівтарем Віта Ствоша був повернений до Кракова. У наш час він знаходиться в Ягеллонській бібліотеці
В даний час кодекс Бальтазара Бехема зберігається в бібліотеці Ягеллонського університету в Кракові (номер посилання BJ Rkp. 16 IV).